# Municipio de Minonk
El municipio de Minonk (en inglés: Minonk Township) es un municipio ubicado en el condado de Woodford en el estado estadounidense de Illinois. En el año 2010 tenía una población de 2292 habitantes y una densidad poblacional de 24,12 personas por km².

## Geografía
El municipio de Minonk se encuentra ubicado en las coordenadas 40°53′12″N 88°59′43″O / 40.88667, -88.99528. Según la Oficina del Censo de los Estados Unidos, el municipio tiene una superficie total de 95.04 km², de la cual 94,9 km² corresponden a tierra firme y (0,14 %) 0,13 km² es agua.

## Demografía
Según el censo de 2010, había 2292 personas residiendo en el municipio de Minonk. La densidad de población era de 24,12 hab./km². De los 2292 habitantes, el municipio de Minonk estaba compuesto por el 98,52 % blancos, el 0,26 % eran afroamericanos, el 0,26 % eran amerindios, el 0,13 % eran asiáticos, el 0,35 % eran de otras razas y el 0,48 % eran de una mezcla de razas. Del total de la población el 0,65 % eran hispanos o latinos de cualquier raza.